# Auguste Loubatières
Auguste Loubatières, född 28 december 1912 i Agde, död 9 januari 1977, var en fransk läkare med inriktning på endokrinologi, särskilt forskning kring diabetes mellitus (sockersjuka). Han blev våren 1942 kontaktad av infektionsläkaren Marcel Janbon som ville ha hjälp med att utreda varför en del människor som under ett tyfoidfeberutbrott i trakterna av Montpellier i södra Frankrike behandlades med nya sulfapreparat (VK 57 eller 2254 RP) drabbades av hypoglykemi, fick kramper, förlorade medvetandet och i några fall avled som vid överdosering med insulin.
Undersökningarna bekräftade att preparaten hade effekt på en del diabetessjuka, men saknade helt effekt hos andra. Detta bekräftade tidigare misstankar att diabetes mellitus-sjukdomen hade två olika grundorsaker, som allteftersom kom att benämnas diabetes typ 1, som inte påverkas av sulfapreparat respektive diabetes typ 2 där det får blodsockret att sjunka.
Snart utvecklades de första perorala effektiva antidiabetesmedicinerna grundade på Janbons och Loubatières undersökningar, preparat ur sulfaanaloggruppen som än i dag används och representeras i Sverige av bland andra Daonil och Mindiab.
Loubatières disputerade efter krigets slut år 1946 på sin diabetesforskning.